# جيفيد أسلام
جيفيد أسلام (بالنرويجية البوكمول: Javid Aslam)‏ (مواليد 26 يناير 1963) هو ملاكم نرويجي، مثّل بلاده في الألعاب الأولمبية الصيفية 1984.

## روابط خارجية
جيفيد أسلام على موقع أوليمبيديا (الإنجليزية)